# Lista chorążych reprezentacji Norwegii na igrzyskach olimpijskich
Lista chorążych reprezentacji Norwegii na igrzyskach olimpijskich – lista zawodników i zawodniczek reprezentacji Norwegii, którzy podczas ceremonii otwarcia nowożytnych igrzysk olimpijskich nieśli flagę norweską.

## Chronologiczna lista chorążych
| Lp. | Rok i miejsce           | Chorąży                | Dyscyplina                             |
| --- | ----------------------- | ---------------------- | -------------------------------------- |
| 1   | 1900, Paryż             | b.d.                   |                                        |
| 2   | 1904, Saint Louis       | b.d.                   |                                        |
| 3   | 1908, Londyn            | Oskar Bye              | Gimnastyka                             |
| 4   | 1912, Sztokholm         | b.d.                   |                                        |
| 5   | 1920, Antwerpia         | Helge Lovland          | Lekkoatletyka                          |
| 6   | 1924, Charnonix         | Harald Strom           | Łyżwiarstwo szybkie                    |
| 7   | 1924, Paryż             | b.d.                   |                                        |
| 8   | 1928, Sankt Moritz      | Ole Reistad            |                                        |
| 9   | 1928, Amsterdam         | Ketil Askildt          | Lekkoatletyka                          |
| 10  | 1932, Lake Placid       | Johan Grottumsbraten   | Kombinacja norweska, Biegi narciarskie |
| 11  | 1932, Los Angeles       | Olav Sunde             | Lekkoatletyka                          |
| 12  | 1936, Innsbruck         | Ivar Ballangrud        | Łyżwiarstwo szybkie                    |
| 13  | 1936, Berlin            | Otto Berg              | Lekkoatletyka                          |
| 14  | 1948, Sankt Moritz      | Birger Ruud            | Skoki narciarskie                      |
| 15  | 1948, Londyn            | Godtfred Holmvang      | Lekkoatletyka                          |
| 16  | 1952, Oslo              | Hjalmar Andersen       | Łyżwiarstwo szybkie                    |
| 17  | 1952, Helsinki          | Martin Stokken         | Lekkoatletyka                          |
| 18  | 1956, Cortina d'Ampezzo | Sverre Stenersen       | Biegi narciarskie                      |
| 19  | 1956, Melbourne         | Thor Thorvaldsen       | Żeglarstwo                             |
| 20  | 1960, Squaw Valley      | Knut Johannesen        | Łyżwiarstwo szybkie                    |
| 21  | 1960, Rzym              | Sverre Strandli        | Lekkoatletyka                          |
| 22  | 1964, Innsbruck         | Knut Johannesen        | Łyżwiarstwo szybkie                    |
| 23  | 1964, Tokio             | Książę Harald          | Żeglarstwo                             |
| 24  | 1968, Grenoble          | Bjørn Wirkola          | Skoki narciarskie                      |
| 25  | 1968, Meksyk            | Berit Berthelsen       | Lekkoatletyka                          |
| 26  | 1972, Sapporo           | Magnar Solberg         | Biathlon                               |
| 27  | 1972, Monachium         | Harald Barlie          | Zapasy                                 |
| 28  | 1976, Innsbruck         | Pål Tyldum             | Biegi narciarskie                      |
| 29  | 1976, Montreal          | Leif Jenssen           | Podnoszenie ciężarów                   |
| 30  | 1980, Lake Placid       | Jan Egil Storholt      | Łyżwiarstwo szybkie                    |
| 31  | 1984, Sarajewo          | Bjørg Eva Jensen       | Łyżwiarstwo szybkie                    |
| 32  | 1984, Los Angeles       | Alf Hansen             | Wioślarstwo                            |
| 33  | 1988, Calgary           | Oddvar Brå             | Biegi narciarskie                      |
| 34  | 1988, Seul              | Grete Waitz            | Lekkoatletyka                          |
| 35  | 1992, Albertville       | Eirik Kvalfoss         | Biathlon                               |
| 36  | 1992, Barcelona         | Jorunn Horgen          | Windsurfing                            |
| 37  | 1994, Lillehammer       | Bjørn Dæhlie           | Biegi narciarskie                      |
| 38  | 1996, Atlanta           | Linda Andersen         | Żeglarstwo                             |
| 39  | 1998, Nagano            | Espen Bredesen         | Skoki narciarskie                      |
| 40  | 2000, Sydney            | Vebjørn Rodal          | Lekkoatletyka                          |
| 41  | 2002, Salt Lake City    | Liv Grete Poirée       | Biathlon                               |
| 42  | 2004, Ateny             | Harald Stenvaag        | Strzelectwo                            |
| 43  | 2006, Turyn             | Pål Trulsen            | Curling                                |
| 44  | 2008, Pekin             | Ruth Kasirye           | Podnoszenie ciężarów                   |
| 45  | 2010, Vancouver         | Tommy Jakobsen         | Hokej na lodzie                        |
| 46  | 2012, Londyn            | Mira Verås Larsen      | Kajakarstwo                            |
| 47  | 2014, Soczi             | Aksel Lund Svindal     | Narciarstwo alpejskie                  |
| 48  | 2016, Rio               | Ole Kristian Bryhn     | Strzelectwo                            |
| 49  | 2018, Pjongczang        | Emil Hegle Svendsen    | Biathlon                               |
| 50  | 2020, Tokio             | Anne Vilde Tuxen       | Skoki do wody                          |
| 50  | 2020, Tokio             | Tomoe Zenimoto Hvas    | Pływanie                               |
| 51  | 2022, Pekin             | Maiken Caspersen Falla | Biegi narciarskie                      |
| 51  | 2022, Pekin             | Kjetil Janstrud        | Narciarstwo alpejskie                  |